# Sorghum drummondii
Sorghum drummondii är en gräsart som först beskrevs av Ernst Gottlieb von Steudel, och fick sitt nu gällande namn av Charles Frederick Millspaugh och Mary Agnes Chase. Sorghum drummondii ingår i släktet durror, och familjen gräs. Inga underarter finns listade i Catalogue of Life.

## Bildgalleri

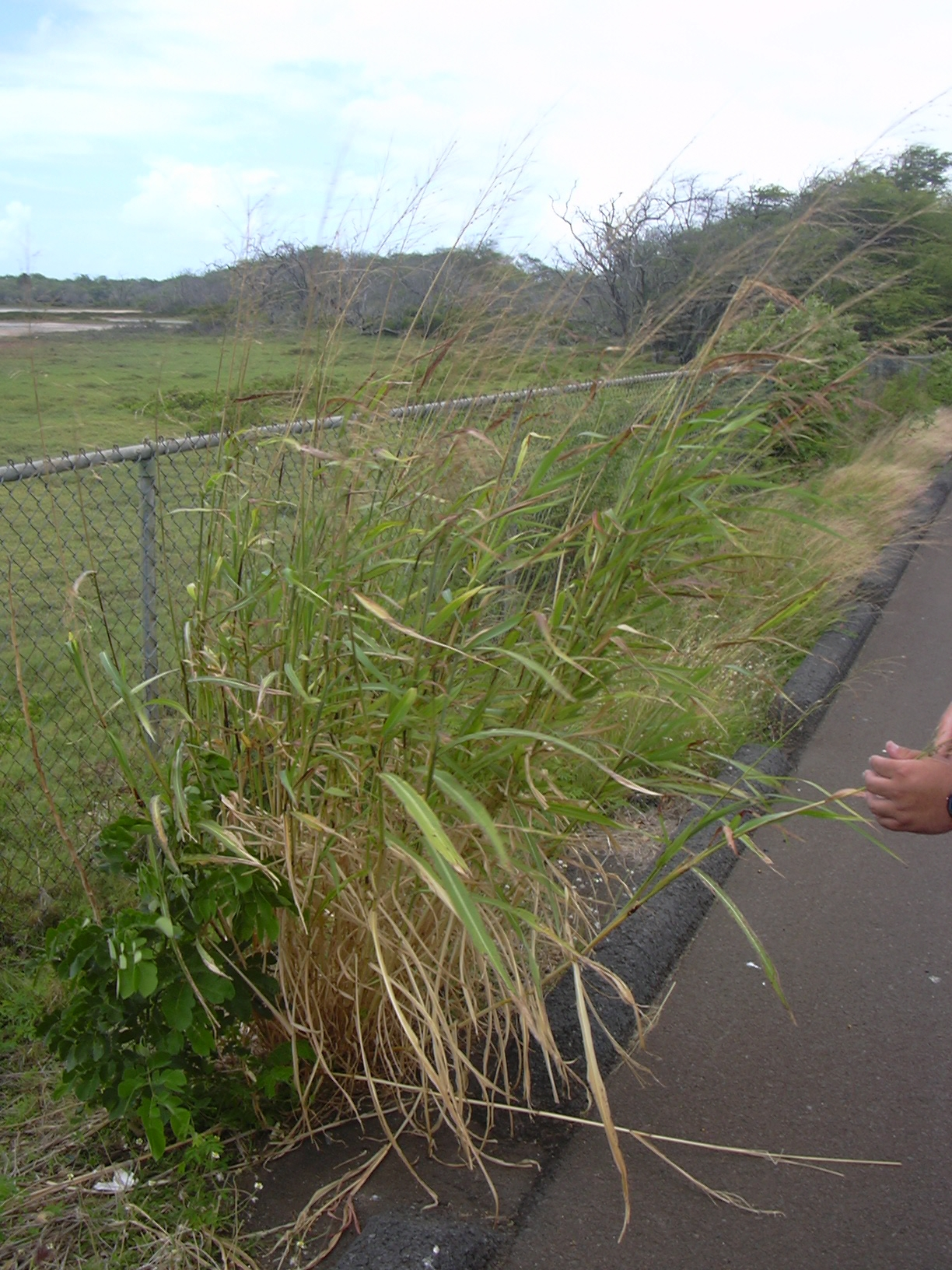